# Дукат речного золота
Дукат речного золота (нем. Fluβgolddukat) — рудничные монеты XVII—XIX столетий, которые чеканили из добываемого в Дунае, Рейне, Инне, Изаре и Эдере золота. При промывке песка из этих рек получали золото, шедшее на чеканку монет. В круговой надписи указывали на происхождение металла, например «EX AURO DANUBII» («Из золота Дуная»), «EX SABULIS RHENI» («Из песка Рейна»).
Добыча золота в реках центральной Европы не была значительной. Этим объясняются небольшие тиражи и высокая стоимость дукатов речного золота.

## Пфальц
К первым монетам данного типа относят ½ дуката 1673 года курфюрста Пфальца Карла I Людвига. Аббревиатура «EX. A. RH.» на их реверсе обозначала «лат. Ex auro Rhenano» («Из золота Рейна»). При Карле III Филиппе в 1740 и 1742 годах чеканили дукаты с изображением Мангейма и двумя надписями «DVCATUS AURI RHENANI» внизу и полукруговой «лат. FULGENT SIC LITTORA RHENI» («Так блестит берег Рейна»). Штемпели для изготовления этой монеты изготовил Виганд Шефер (нем. Wiegand Schäffer). При этом им был допущен ряд ошибок. В слове «DVCATUS» буквы «U» имеют разное написание, а в слове «LITTORA» должна быть одна «T».
Последние дукаты речного золота Пфальца были выпущены в 1762—1764 годах во время правления Карла IV Теодора. Реверс данных монет повторял изображение предыдущих, за исключением замены надписи «DVCATUS AURI RHENANI» на «AD NORM CONV» и указанием года выпуска.

## Майнц
В Майнцском курфюршестве дукаты речного золота чеканили в 1772 году при Эмерихе Иосифе. На аверсе монеты помещено изображение правителя, на реверсе — изображение розы, указание на происхождение золота «AURUM RHENI», год выпуска римскими цифрами и знак монетчика Дамиана Фрича «D. F.»

## Баден
Наибольшие тиражи дукатов речного золота чеканили в Баден-Дурлахе и великом герцогстве Баден. При Карле Фридрихе в 1765, 1767 и 1768 годах на монетах располагалась круговая надпись «EX SABULIS RHENI». В 1807 году выпустили 972 дуката речного золота. На реверсе монет изображён лежащий речной бог со щитом, на который помещён герб государства. Надпись «AUS RHEINSAND» указывала на происхождение золота. С 1832 по 1852 год дукаты речного золота с круговой надписью на реверсе «EIN DUCAT AUS RHEINGOLD ZU 22 K. 6 G.» чеканили ежегодно. Суммарно в эти годы было выпущено около 43 тысяч монет. Последний тираж в 1820 дукатов датирован 1854 годом.

## Гессен
В Гессене речное золото добывали из протекающего по его территории Эдера. Известны ½ дуката 1731 и 1737 годов с надписью на реверсе «EDDER GOLD», дукат 1775 года отчеканенный в 405 экземплярах.

## Бавария
В Баварии речное золото для выпуска монет поступало из нескольких рек. В зависимости от места добычи металла чеканили различные монетные типы дукатов, на которых помещали соответствующие надписи — «EX AURO ISARAE» («из золота Изара»), «EX AURO DANUBII» («из золота Дуная»), «EX AURO OENI» («из золота Инна»), «EX AURO RHENI» («из золота Рейна»). Известно множество монетных типов баварских дукатов речного золота с 1756 по 1863 год.